# El río de luz (Frederic Edwin Church)
El río de luz, o Mañana en el trópico, cuyo título en inglés es The River of Light, or Morning in the Tropics, és un lienzo de Frederic Edwin Church, alumno de Thomas Cole, quien fue considerado el iniciador de la llamada Escuela del río Hudson. Si bien los pintores de esta escuela se habían limitado a representar paisajes de su país natal, con algunos ejemplos europeos y de la cuenca mediterránea, F.E.Church extendió su repertorio a América del Sur y a otros lugares del continente Americano. Este lienzo es su último trabajo a gran escala, de temática latinoamericana.                                                               

## Introducción
Para construir sus obras más complejas, F.E.Church se basaba en bocetos realizados durante sus viajes. Luego, solía montar un estudio preliminar, compuesto por varios bocetos parciales y, finalmente, pintaba el lienzo final.
Debido a los veinte años transcurridos desde su último viaje a Sudamérica, compuso esta pintura basándose en su memoria y en los cientos de dibujos y bocetos realizados durante sus viajes de 1853 y 1857 a América Latina. Este sistema composicional, basado en bocetos individuales, provenía de su maestro Thomas Cole, pero fue la lectura de Kosmos – Entwurf einer physischen Weltbeschreibung (Cosmos: ensayo de una descripción física del mundo), de Alexander von Humboldt la que determinó sus paisajes sudamericanos.
Esta obra es la representación de un lugar imaginario, donde Church representa el follaje verde con exquisita atención al detalle, y con un tratamiento tan meticuloso de la luz solar tropical, difuminada por la niebla matutina, que hace que la atmósfera parezca casi tangible. Los colibríes (quizás Calliphlox amethystina), unas aves acuáticas y una canoa a lo lejos ocupan parte de la escena, pero no perturban la tranquilidad general de la obra. Gracias a la luz brillante y vaporosa de este paisaje, el espectador es invitado a ir desde el alba en la selva tropical hasta la aurora de la Creación del Mundo.

## Análisis de la obra
- Firmado y fechado, en la parte inferior derecha: "F. E. CHURCH / 1877"
- Pintura al óleo sobre lienzo; año 1877; 138,1 x 213,7 cm.; Galería Nacional de Arte, Washington D. C.

Morning in the Tropics es muy diferente de las anteriores obras sudamericanas de Church, ya que muestra un nuevo cambio de estilo, otra percepción de la pintura del paisaje, y un cambio radical en el punto de vista. En El corazón de los Andes, del año 1859, Church representa un enorme espacio geográfico, y coloca al espectador en una especie de palco invisible, con vistas a una gran distancia. En cambio, en este lienzo del año 1877, representa un paraje limitado y mucho más accesible para el espectador. En primer plano, el tronco de un árbol caído se extiende desde el centro inferior del lienzo hasta la izquierda del espectador, donde las hojas de las plantas tropicales se presentan de una manera que resulta tan científica como acogedora.
Church no representa un lugar concreto, sino un río tropical arquetípico. El título El río de luz, es descriptivamente preciso, pero también tiene connotaciones alegóricas. En efecto, esta pintura se convierte en una fusión de aire, agua y luz, que abarca la composición de arriba abajo y que hace de puente, simbólicamente, entre las esferas terrenal y celestial. Recuerda a "la Vejez" de El viaje de la vida de Thomas Cole, en la que el viajero ha llegado al final de su viaje terrenal y es recibido por ángeles, que descienden al agua desde el Cielo, a lo largo de una pista de luz radiante, a través de nubes vaporosas.

## Procedencia
En el siguiente enlace se detalla la procedencia de este lienzo: 